# Palau Maldà
El Palau Maldà és un edifici situat als carrers del Pi i Perot lo Lladre de Barcelona, catalogat com a bé cultural d'interès local. Actualment acull les Galeries Maldà, el Cinema Maldà i el teatre El Maldà.

## Història
Segons el Cadastre de 1716, Maria Francesca de Santjust i Planella (1682-1721) tenia una casa amb hort als carrers del Pi i de la Figuera Cucurella (actualment Perot lo Lladre), bona part de la qual era inhabitable. La seva germana Teresa de Santjust i Planella, senyora d'Albons, es va casar amb Josep de Cortada i Bru (1683-1761), que cap al 1743 va fer reedificar la casa. El seu avi era Jaume de Cortada i Sala, un pròsper mercader que el 1667 va comprar la senyoria de Maldà i Maldanell.
La filla del matrimoni, Teresa de Cortada i de Santjust, es va casar amb Gaietà Antoni d'Amat i de Junyent, coronel de dragons d'infanteria, i l'hereu fou Rafael d'Amat i de Cortada (1746-1819), que el 1766 va rebre el títol de baró de Maldà i Maldanell de mans de Carles III. Autor del Calaix de sastre, va arranjar algunes de les estances del palau per a oferir-hi concerts i representacions privades, costum força estès entre l'aristocràcia barcelonina del segle xviii. Es deia que tenia els interiors més sumptuosos de Barcelona: els grans salons tenien teginats o sostres de guix amb escuts policromats, xemeneies de marbre, etc. També tenia un gran jardí que ocupava l'interior de l'illa de cases.
Casat aquell mateix any amb Esperança d'Amat i de Rocabertí, va ser succeït pel seu fill Ramon d'Amat i d'Amat (†1844), i aquest pel seu germà Gaietà d'Amat i d'Amat, que va morir el 1863 sense descendència i fou succeït pel seu nebot Gaietà Maria d'Amat i d'Amat (1803-1868), quart marquès de Castellbell i cinquè de Castellmeià. El succeí el seu nebot Josep de Càrcer i d'Amat (1836-1905), casat amb Maria Josepa de Ros i de Càrcer.
Després que els barons decidissin traslladar la seva residència familiar al Palau Falguera de Sant Feliu de Llobregat i llogar la del carrer del Pi, aquesta va esdevenir la seu del Foment de la Producció Nacional, considerada la patronal més antiga d'Europa. Ja al segle xx, la marquesa i baronessa Maria Dolors de Càrcer i de Ros (1867-1939) va intentar retornar al palau l'opulència del passat, però l'esclat de la Guerra Civil van frustrar aquests plans. Acabat el conflicte, els pisos van ser reconvertits en apartaments i la planta baixa i els jardins del palau es van convertir en les Galeries Maldà, amb carrers coberts amb estructures de vidre i inspirades en l'èxit comercial d'espais semblants a d'altres ciutats europees. Foren inaugurades el 1942, i el 1945, s'hi obrí al costat el Cinema Maldà. A la dècada del 1980, Alfons Salvador de Vilallonga i Cabeza de Vaca (1927-1997), vuitè baró de Maldà, que havia heretat part de la propietat del seu pare Salvador de Vilallonga i de Càrcer (1891-1974), setè baró de Maldà, en va reformar algunes estances per acollir-hi concerts i vetllades musicals. Els seus fills, encapçalats pel compositor Alfons de Vilallonga i Serra (1962-), novè baró de Maldà, acabarien convertint aquelles estances en la sala teatral coneguda com a El Maldà, inaugurada oficialment el 1996.

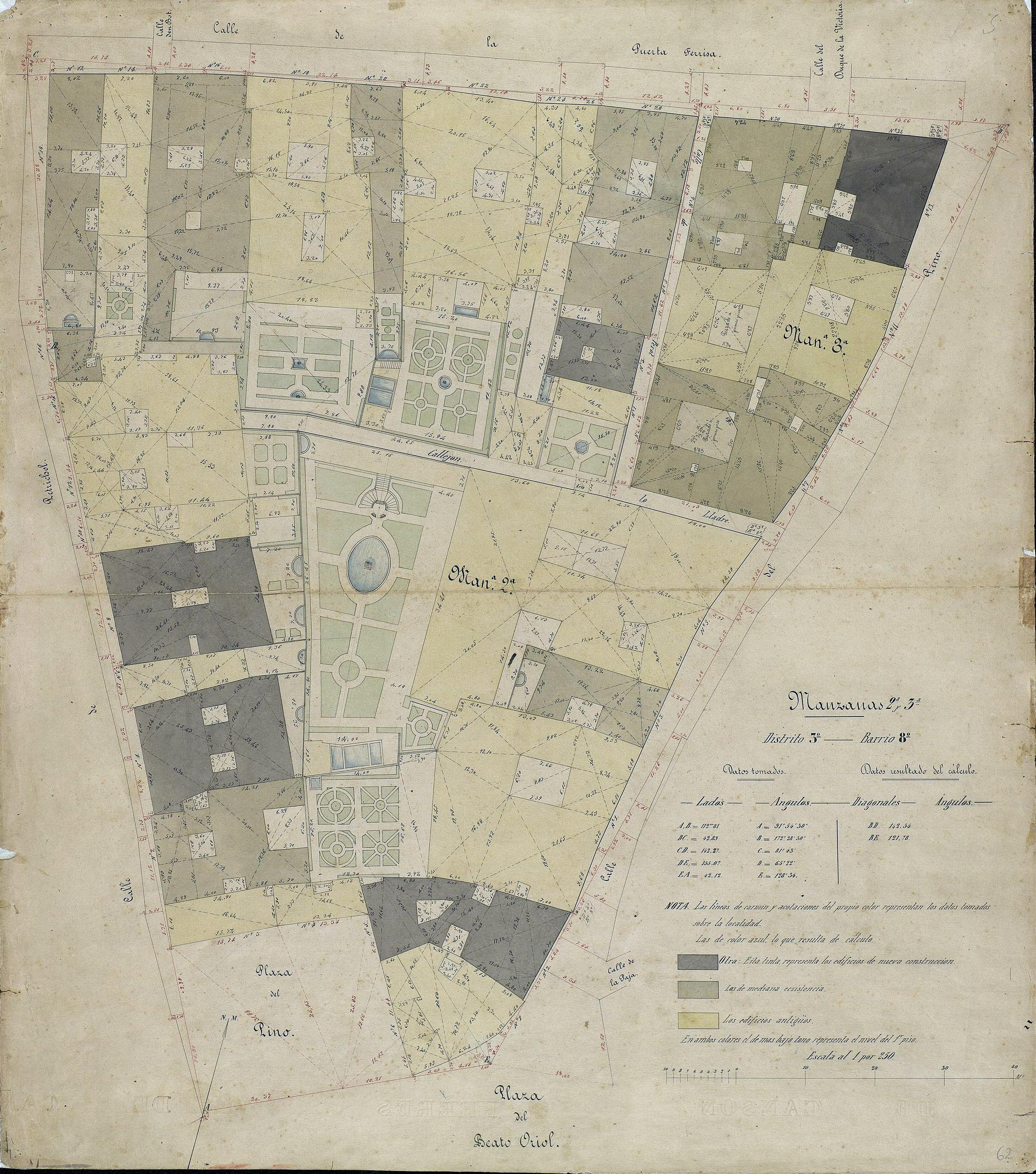
Quarteró núm. 62 de Garriga i Roca (c. 1860)

## Descripció
És un gran edifici que consta de planta baixa, dos pisos i teulada a una vessant que desguassa a les façanes. A la façana principal, la del carrer Pi, s'obren cinc obertures per planta seguint els mateixos eixos longitudinals. Les obertures de la planta baixa són allindades o d'arc rebaixat. Destaca el portal d'entrada a les galeries, d'arc rebaixat motllurat, de grans dimensions i emmarcat de pedra. Accedint per aquest portal a mà dreta hi ha un gran arc rebaixat de pedra amb les impostes motllurades que porta a les escales que porten al Cinema Maldà. Les obertures dels pisos superiors s'obren a balcons individuals amb barana de ferro forjat i llosana motllurada. Les portes estan emmarcades per grans carreus de pedra. La façana està coronada per una gran cornisa on es fa palès les inflexions que fa la façana per adaptar-se a la corba que descriu el carrer. El parament és de petits carreus amb encintat i grans carreus ben escairats a la cantonada.